# Эстуарий

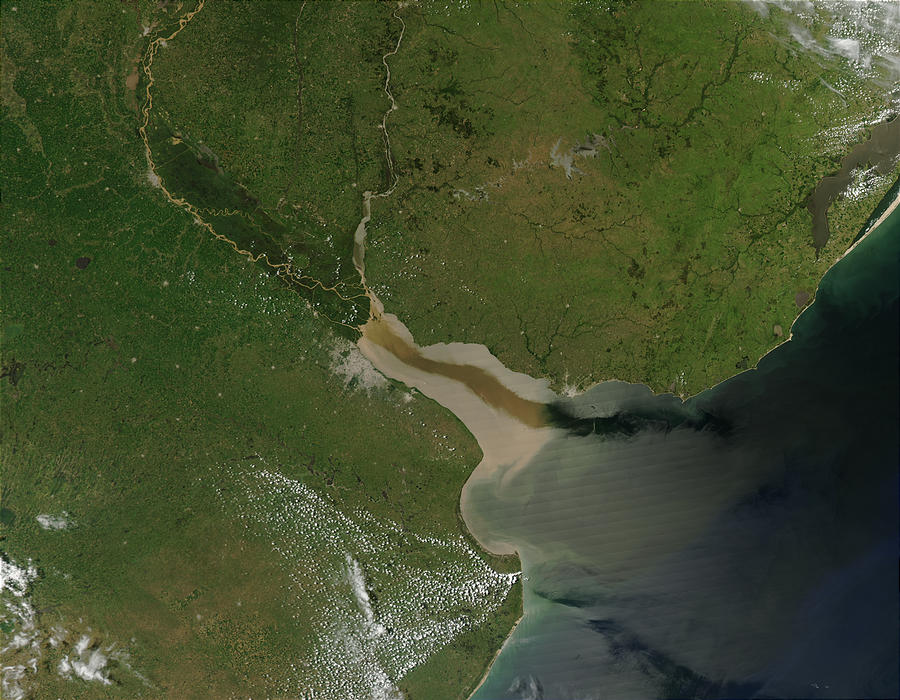
Ла-Плата — эстуарий реки Параны. Вид из космоса

Эстуа́рий (от лат. aestuarium «затопляемое устье реки») — однорукавное воронкообразное устье реки, расширяющееся в сторону моря.

## Описание
Образование эстуария происходит, если приносимые рекой наносы удаляются морскими течениями или приливом, и прилегающая к устью часть моря имеет значительные глубины. В таких условиях наносы не отлагаются даже при большом их выносе на устьевом участке.
Один из крупнейших эстуариев в Европе — Жиронда — имеет длину 72 км.
Устья в виде эстуария имеют такие реки, как Амазонка (широкий, расположен после дельты), река Святого Лаврентия, Днестр, Енисей (Енисейский залив), Обь (Обская губа), Амур (также опресняет Амурский лиман), Темза, Эльба.
Противоположность эстуарию представляет собой дельта — устье, разделённое на несколько протоков. Классическими дельтами обладают такие реки, как Нил, Волга, Дунай, Амазонка, Лена.

## Этимология
Слово «эстуарий» происходит от латинского слова aestuarium, означающего «затопляемое устье реки», которое само по себе является производным от термина aestus — «прилив». Для определения эстуария было предложено множество вариантов, но самое общепринятое из них следующее: «однорукавное воронкообразное устье реки, расширяющееся в сторону моря».
Однако это определение исключает ряд прибрежных водоёмов, таких как прибрежные лагуны и солёные водоёмы. Более точным определением эстуария будет следующее: «общее название полузамкнутых водных объектов, являющихся частями устьевых областей рек и характеризующихся активными процессами смешения речных и морских вод».

## Крупные эстуарии
Прочие крупные эстуарии рек:
- Албемарл-саунд
- Борнье (озеро)[англ.]
- эстуарий реки Везер
- Грейт Бэй[англ.] (штат Нью-Гэмпшир)
- Делавэрский залив
- озёра Гиппсленд
- эстуарий реки Днестр
- Залив Святого Лаврентия[5]
- Западная Шельда
- эстуарий реки Клайд
- Конго
- Ла-Плата
- Мар да Палья
- эстуарий реки Мерси
- Миусский лиман
- Мобилский залив
- залив Наррагансетт
- Нью-Йоркская бухта
- Обская губа
- Онемен
- эстуарий реки Пенобскот
- эстуарий реки Риббл
- эстуарий реки Сан-Хоакин
- эстуарий реки Северн
- Ферт-оф-Тей
- эстуарий реки Форт
- река Хамбер
- Чесапикский залив
- эстуарий реки Шаннон
- эстуарий реки Эльба
- эстуарий реки Эмс
- эстуарий реки Южный Буг